# Садовой, Николай Карпович
Николай Карпович Садовой — советский хозяйственный, государственный и политический деятель, Герой Социалистического Труда.

## Биография
Родился в 1918 году в селе Бехтеры. Член КПСС с 1943 года.
С 1931 года — на хозяйственной, общественной и политической работе. В 1931—1978 гг. — кузнец, токарь Бехтерской МТС, красноармеец, участник Великой Отечественной войны, забойщик шахты в городе Горловка, кузнец в одном из колхозов Калужской области, комбайнёр Бехтерской МТС Голопристанского района Херсонской области, председатель колхоза имени Ленина Голопристанского района Херсонской области
Указом Президиума Верховного Совета СССР от 10 июня 1954 года присвоено звание Героя Социалистического Труда с вручением ордена Ленина и золотой медали «Серп и Молот».
Умер в Бехтерах в 1980 году.